# رقصنده صحرا
رقاص صحرا (به انگلیسی: Desert Dancer) یک فیلم سینمایی در ژانر بیوگرافی و محصول سال ۲۰۱۴ میلادی است. این فیلم داستان واقعی یک جوان ایرانی به نام «افشین غفاریان» است که رؤیای رقصنده شدن دارد و به همین خاطر زندگی اش به خطر می‌افتد.

## موضوع فیلم
داستان فیلم دربارهٔ یک جوان ایرانی به نام «افشین غفاریان» است که در حال و هوای انتخابات سال ۱۳۸۸، با مراجعه به وب‌سایت یوتیوب و تماشای رقص‌های مختلف از مایکل جکسون و پاپ فاسی تا پینا باوش سعی دارد دنیای خود را شکل دهد. او به همراه دوستانش یک گروه رقص زیرزمینی در دانشگاه تهران تأسیس می‌کند و با پا گرفتن گروه‌شان، آنها خود را برای یک اجرای مخفی در وسط بیابان آماده می‌کنند…